# Hexophthalma goanikontesensis
Espèce
Hexophthalma goanikontesensis est une espèce d'araignées aranéomorphes de la famille des Sicariidae.

## Distribution
Cette espèce est endémique de Namibie.

## Description
Les mâles mesurent de 8,0 à 9,8 mm et les femelles de 8,8 à 12,4 mm.

## Étymologie
Son nom d'espèce, composé de goanikontes et du suffixe latin -ensis, « qui vit dans, qui habite », lui a été donné en référence au lieu de sa découverte, Goanikontes.

## Publication originale
- Lotz, 2018 : An update on the spider genus Hexophthalma (Araneae: Sicariidae) in the Afrotropical region, with descriptions of new species. European Journal of Taxonomy, no 424, p. 1-18 (texte intégral).